# 이나후쿠 다쿠
이나후쿠 다쿠(일본어: 稲福 卓, 2002년 5월 2일~)는 일본의 축구 선수이다.

## 구단 경력
그는 2021년 J2리그의 마쓰모토 야마가 FC에 입단했다. 2021년후 J3리그에 강등했다. 2024년 일본 풋볼 리그의 베어틴 미에로 임대 이적했다. 2025년 마쓰모토 야마가 FC로 복귀했다.